# Quellendorf
Quellendorf este o comună în Saxonia-Anhalt, Germania